# Limonethe annulicornis
Limonethe annulicornis är en stekelart som först beskrevs av William Harris Ashmead 1895.  Limonethe annulicornis ingår i släktet Limonethe och familjen brokparasitsteklar. Inga underarter finns listade i Catalogue of Life.